# Bartosz Gomułka
Bartosz Gomułka (ur. 30 maja 2002) – polski siatkarz, grający na pozycji atakującego.
Przygoda Bartosza z siatkówką zaczęła się w 2013 roku. Wtedy to jego pierwszy trener zauważył go na zawodach szkolnych w siatkówkę i zasugerował, by zajął się nią na poważnie.
12 kwietnia 2024 roku został powołany do szerokiej kadry na sezon reprezentacyjny Polski 2024. 28 maja 2025 roku zadebiutował w kadrze narodowej Polski w meczu z reprezentacją Ukrainy.

## Sukcesy klubowe
Mistrzostwa Polski Kadetów:
- 2019[13]

Mistrzostwa Polski Juniorów:
- 2020[14]

## Sukcesy reprezentacyjne
Mistrzostwa Europy Juniorów:
- 7. miejsce 2020[15]

Mistrzostwa Świata Juniorów:
- 2021[16]

Mistrzostwa Europy do lat 22:
- 2022[17]

Liga Narodów:
- 2025[18]

## Nagrody indywidualne
- 2020: MVP Mistrzostw Polski Juniorów[19]
- 2023: MVP Tauron I ligi (2022/2023)[20]